# 大放言
『大放言』（だいほうげん）は、2015年8月15日に新潮社から出版された書籍の名称。レーベルは新潮新書。著者は百田尚樹。
著者本人の発言やTwitterが物議をかもし、マスメディアに取り上げられ批判されることが多い中で、あえて挑発的なタイトルを冠して刊行されたエッセー集である。この書籍に書かれていることはいつか著者本人が言おうと思っていたこと、特にマスコミへの批判である。近年では表現者や言論者が、下手なことを言うとマスコミにバッシングされるということから、誰もがそれて思い切ったことが言えなくなり、その結果毒にも薬にもならない発言ばかりになっているということなどが述べられている。百田尚樹はこの大放言が売れなかったならば作家を引退しようと本気で思っていたものの、そこそこ売れているようなのでもう少し続けようと思うようになったとのこと。この引退撤回に対してTwitter上では、引退しろや辞めろなどといった怒りの声が飛び交ったが、引退撤回を喜ぶファンも見られた。中には引退宣言というのは販売促進のためであったと思っていた人も多かったもよう。8月25日の時点では発行部数が17万部であり、50万部売れたならば大阪市長選に出ようかと計画した。そしてもし市長になったならば市長の給料は0円、市議は日当1万円にするなどと計画した。殉愛に関する記述が大放言に書かれていなかったということから批判が殺到した。